# Cassianaxidae
Cassianaxidae zijn een uitgestorven familie van weekdieren uit de klasse van de Gastropoda (slakken).

## Taxonomie
Het volgende geslacht is bij de familie ingedeeld:
- † Cassianaxis  Bandel, 1996[1]